# Saint-Alban-de-Montbel
Saint-Alban-de-Montbel là một xã thuộc tỉnh Savoie trong vùng Auvergne-Rhône-Alpes ở đông nam nước Pháp.